# Sciades hymenorrhinos
Sciades hymenorrhinos és una espècie de peix de la família dels àrids i de l'ordre dels siluriformes.

## Hàbitat
És un peix marí i de clima tropical.

## Distribució geogràfica
Es troba al Pacífic oriental central: Mèxic.